# Johan Christoffer von Düring
Johan Christoffer von Düring, född 22 juli 1695 i Horneburg, död 5 januari 1759, var en svensk greve, militär och politiker. Han var bror till Otto Friedrich von Düring.

## Militär karriär
von Düring blev kornett vid överste Baudissens dragonregemente i Holsteinsk tjänst 1 december 1703, kapten vid generallöjtnant Banérs infanteriregemente 30 augusti 1710. Han gick i svensk tjänst 1712 och blev överstelöjtnant vid Otto von Vietinghoffs dragonregemente 28 augusti 1714, överste 7 december 1715 och överste för Tyska dragonregementet i juli 1717, sekundöverste vid Norra skånska kavalleriregementet med överstelöjtnants indelning 1721 och chef för regementet 18 december 1727. Han blev generalmajor 22 januari 1730 och generallöjtnant 5 augusti 1740, general av kavalleriet 9 augusti 1743.
Han blev fältmarskalk 16 april 1751.

## Verksamhet
von Düring reste till Ryssland i en viktig beskickning 1743.
Den 20 juni 1753 blev han överståthållare i Stockholm.

## Hedersbetygelser
von Düring blev friherre 30 oktober 1719 och greve 21 november 1751.
Den 16 april 1748 blev han kommendör av Svärdsorden och 17 april samma år riddare och kommendör av Kungl. Maj:ts orden.

## Familj
Johan Christoffer von Düring var son till översten i holsteinsk tjänst Johan Christ. von Düring och Anna Sabina Grothusen, dotter till svenske och holsteinske generallöjtnanten samt överkommendanten i Hamburg friherre Otto Johann von Grothusen.
von Düring gifte sig med Catharina Margaretha Bonde, dotter till kungliga rådet greve Carl Bonde och hans senare fru Maria Gustava Gyllenstierna.